# 전리품

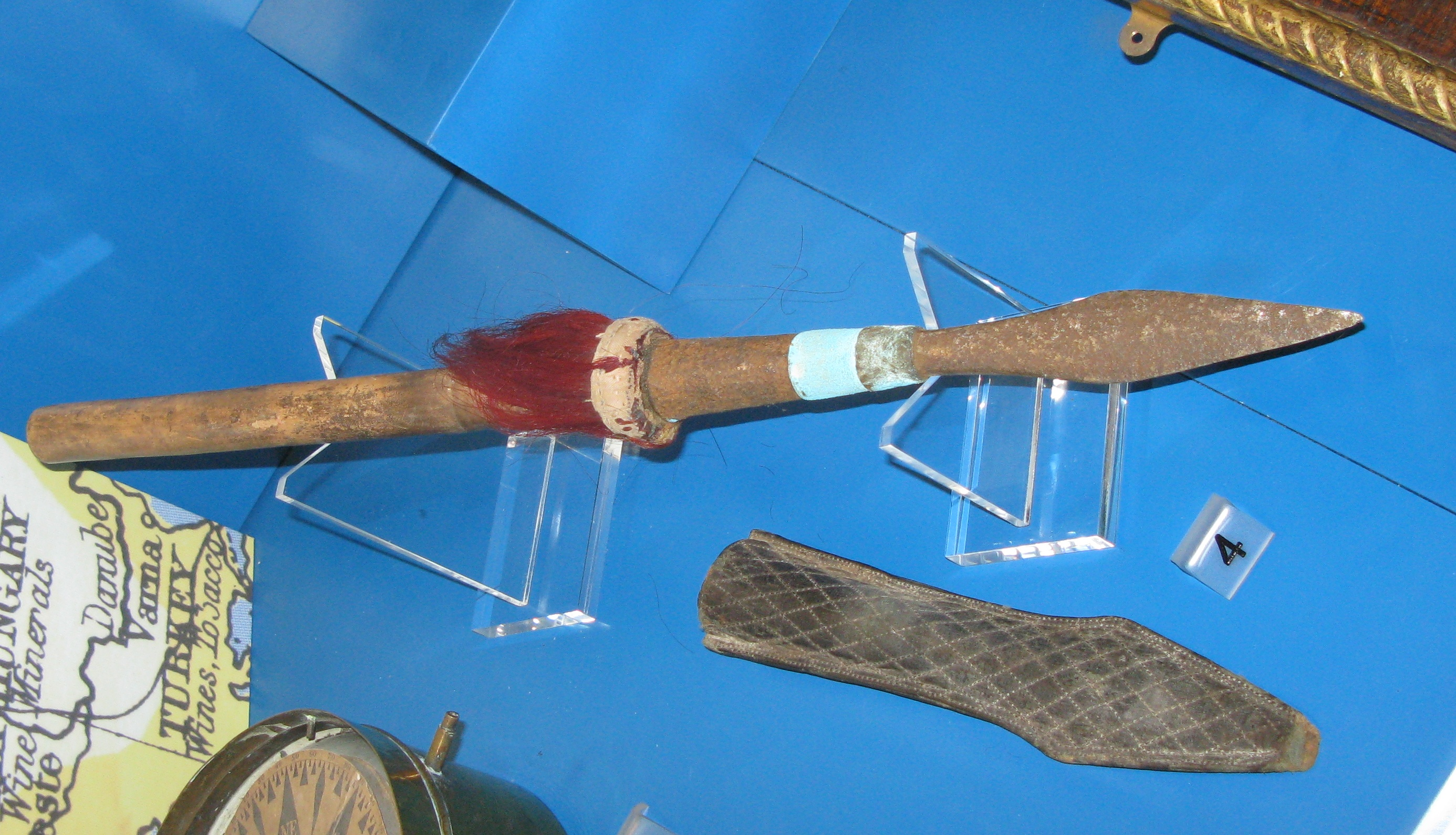
1927년 아이린 사건 당시 영국 잠수함 HMS L4의 선원들이 해적들로부터 전리품으로 빼앗은 중국 창

전리품(戰利品, prize of war)은 전쟁이 발생하였을 때 교전국으로부터 탈취하여 자신의 것으로 취한 물자이다. 전쟁이 발생하였을 때 생포한 교전국의 국민은 포로라고 하나 은어적으로 전리품이라고 하기도 한다. 교전국으로 탈취한 모든 물자들이 전리품인데 점령한 교전국의 영토 등 부동산도 전리품에 해당한다. 주로 교전국으로부터 탈취한 전리품은 주로 국고로 귀속된다.

## 같이 보기
- 노획물